# Première Division 2007/08 (Burkina Faso)
In 2007/08 werd het 46ste seizoen gespeeld van de Première Division, de hoogste voetbalklasse van Burkina Faso. Étoile Filante Ouagadougou werd kampioen. Omdat het aantal clubs uit Ouagadougou op enkele seizoenen teruggebracht zal worden op vijf degradeert ook de slechts presterende club uit de hoofdstad indien deze niet op een degradatieplaats eindigt, in dit geval AS SONABEL. Uit de stad Bobo-Dioulasso mogen slechts drie clubs deelnemen. In de tweede klasse werd Jeunesse Club kampioen waardoor er een play-off kwam tegen laagst geklasseerde club Bobo Sport. 

## Eindstand
| Plaats | Club                           | Wed. | W  | G  | V  | Saldo | Ptn. |
| ------ | ------------------------------ | ---- | -- | -- | -- | ----- | ---- |
| 1.     | Étoile Filante Ouagadougou (B) | 26   | 14 | 11 | 1  | 41:13 | 53   |
| 2.     | US Ouagadougou                 | 26   | 14 | 7  | 5  | 43:15 | 49   |
| 3.     | AS Faso-Yennenga               | 26   | 13 | 9  | 4  | 32:14 | 48   |
| 4.     | Racing Club de Bobo            | 26   | 13 | 6  | 7  | 34:22 | 45   |
| 5.     | Commune FC                     | 26   | 11 | 9  | 6  | 28:21 | 42   |
| 6.     | Bouloumpoukou FC (P)           | 26   | 12 | 6  | 8  | 29:23 | 42   |
| 7.     | US des Forces Armées           | 26   | 9  | 9  | 8  | 24:20 | 35   |
| 8.     | Rail Club du Kadiogo           | 26   | 7  | 10 | 9  | 20:20 | 32   |
| 9.     | US Comoé de Banfora            | 26   | 7  | 9  | 10 | 19:24 | 30   |
| 10.    | AS SONABEL                     | 26   | 6  | 11 | 9  | 23:25 | 29   |
| 11.    | US Yatenga Ouahigouya          | 26   | 5  | 10 | 11 | 19:37 | 25   |
| 12.    | AS Fonctionnaires              | 26   | 6  | 6  | 14 | 15:30 | 24   |
| 13.    | Bobo Sport                     | 26   | 3  | 8  | 15 | 17:35 | 17   |
| 14.    | Boulgou FC (P)                 | 26   | 3  | 7  | 16 | 13:58 | 16   |

|     | Kampioen, geplaatst voor CAF Champions League 2009                     |
|     | Geplaatst voor CAF Confederation Cup 2009 als verliezend bekerfinalist |
|     | Degradatie-eindronde                                                   |
|     | Degradatie naar de Deuxième Division                                   |
| (B) | Bekerwinnaar                                                           |
| (P) | Promovendus uit de Deuxième Division                                   |

### Degradatie-Play-off
| Team #1                         | Uitslag | Team #2    | 1e wed | 2e wed |
| ------------------------------- | ------- | ---------- | ------ | ------ |
| Jeunesse Club de Bobo-Dioulasso | 3 - 5   | Bobo Sport | 1 - 2  | 2 - 3  |

## Internationale wedstrijden
CAF Champions League 2009
| Team #1                    | Uitslag | Team #2                    | 1e wed | 2e wed |
| -------------------------- | ------- | -------------------------- | ------ | ------ |
| Etoile Filante Ouagadougou | 4 - 3   | Heart of Lions             | 2 - 0  | 2 - 3  |
| ASEC Mimosas               | 3 - 0   | Etoile Filante Ouagadougou | 2 - 0  | 1 - 0  |

CAF Confederation Cup 2009
| Team #1        | Uitslag   | Team #2            | 1e wed | 2e wed |
| -------------- | --------- | ------------------ | ------ | ------ |
| US Ouagadougou | 1 (u) - 1 | ASC Diaraf         | 0 - 0  | 1 - 1  |
| US Ouagadougou | 2 - 3     | Aigle Royal Menoua | 2 - 1  | 0 - 2  |

- u = uitdoelpunt